# Trois Milliards sans ascenseur
Pour plus de détails, voir Fiche technique et Distribution.
Trois Milliards sans ascenseur est un film franco-italien réalisé par Roger Pigaut, sorti en 1972. Comédie policière dans la veine des années 1970, ce long-métrage est l'un des derniers films où l'actrice Françoise Rosay apparaît.

## Synopsis
(juillet 2025).
Bien que joyeux et soudés, cinq potes quarantenaires banlieusards ratés de Puteaux prénommés Pierrot, Albert, Julien, Gus et José, se plaignent de leur vie pépère et sans attrait. Dans leur quartier, un panneau d'affichage fait la promotion de la prochaine exposition de prestigieux et très estimables joyaux se prépare, au sommet de la très haute tour Nobel ultra-moderne, au cœur du quartier d'affaires de la Défense. Dès lors, la bande part en quête de faire rapidement fortune et il projettent de réaliser le considérable hold-up de ces bijoux. Il se retrouvent donc à leur quartier général, le café Chez Lulu, où ils tentent d'élaborer le plan détaillé de leur opération très risquée.
Étudiant en architecture, José parvient à déterminer le moyen d'accéder à l'intérieur de la tour, pourtant réputée comme infranchissable, sans déclenchement des alarmes ou du dispositif de surveillance. Ancien électronicien en herbe, Albert se forme à nouveau dans cette discipline et analyse le système d'alarme de la salle d'exposition, pour parvenir à le désactiver. Les autres membres de la bande se répartissent leurs missions et le plan semble être bien élaboré et maîtrisé.
La mère très autoritaire d'Albert, au contraire de l'en décourager, soutient avec enthousiasme le projet de casse de l'équipe. Mais des avis éclairés complémentaires pourraient être utiles. De son côté, Gus soumet maladroitement le plan à un certain « Monsieur Raphaël », chef d'un gang expérimenté en la matière. Le malfrat professionnel entreprend aussitôt de faire réaliser le vol par sa propre équipe puis dépose les bijoux en sécurité dans son coffre-fort personnel.
Grâce à la jolie et rusée Lulu, nos cinq comparses partent pour cambrioler le malfaiteur ayant subtilisé à leur place et conformément à leur plan, le fabuleux magot. Mais le sort va s'acharner sur la bande, laquelle reste toutefois joviale et confiante en l'avenir...

## Fiche technique
- Titre : Trois Milliards sans ascenseur
- Réalisation : Roger Pigaut
- Scénario : André-Georges Brunelin
- Musique : Teo Usuelli
- Photographie : Jean Tournier
- Montage : Gilbert Natot
- Pays d'origine :  France,  Italie
- Langue : français
- Genre : comédie
- Durée : 105 min
- Dates de sortie :  
  - 18 août 1972 en Italie
  - 27 septembre 1972 en France
- Affiche : René Ferracci (France)

## Distribution
- Serge Reggiani : Pierrot
- Marcel Bozzuffi : Gus
- Bernard Fresson : Julien
- Michel Bouquet : Albert
- Amidou : José
- Dany Carrel : Lulu
- Françoise Rosay : Mme Dubreuil
- Niké Arrighi : Minouche
- Gabriele Ferzetti : Raphaël
- Victor Lanoux : Gino

## Production et mise en scènes
On retrouve une bonne partie de la distribution des rôles dans le film Comptes à rebours également réalisé un an plus tôt par Roger Pigaut en 1970, sorti en 1971, avec Serge Reggiani, Michel Bouquet, Marcel Bozzuffi et Amidou.
Serge Reggiani ainsi que les autres principaux rôles du film sont en participation, c'est-à-dire qu'ils renoncent à une rémunération normale pour le tournage mais acceptent de parier sur les revenus générés par l'exploitation du film en salle ou à la télévision pour aider à son financement et à sa réasation.
Pour ce long-métrage comme pour d'autres de ses réalisations, Roger Pigaut est considéré par la critique comme un spécialiste français du film policier à la française.
Ce film est cité parmi les films notables de Serge Reggiani, soulignant les métamorphoses multiples de l'acteur français
Trois milliards sans ascenseur fait l'objet d'un sujet dans l'émission télévisée « Pour le cinéma », du 16 septembre 1972 sur la Première chaîne de l'ORTF,.
Dany Carrel évoque ce film dans un article concernant sa carrière et le film Le Pacha

## Autour du film
- Dans la chambre du responsable de la sécurité, on peut apercevoir épinglée au mur une page du magazine de charme "Lui" n°100 de mai 1972, sur laquelle figure Marlène Jobert les seins nus[9].
- Le film témoigne du quartier de La Défense en pleine évolution à l’époque du film. Les Bijoux se trouvent au sommet de la tour Nobel, première tour construite à La Défense et rebaptisée tour Initiale, depuis. L’Établissement public pour l'aménagement de la région de la Défense (EPAD) est remercié au générique final pour sa participation.
- A noter qu'à 16 min 56, l'affiche mentionnant l'exposition (du 14 mars au 28 avril 1972) nomme la tour « Roussel Nobel ».
- Gino et ses complices réussissent le cambriolage en tenue de ville : costume sombre et nœud papillon. Une tenue mal adaptée pour passer par les gaines techniques et de ventilation.